# Mike Walker (zanger)
Mike Walker (Jackson (Tennessee)) is een Amerikaanse country- en gospelzanger, -gitarist en singer-songwriter.

## Biografie
In 2000 werd hij gecontracteerd door DreamWorks Records in Nashville en in 2001 bracht hij zijn titelloze debuutalbum uit. Dit album produceerde zijn enige hitlijstsingle Honey Do, die piekte op #42 in de Billboard country charts. Hij toerde ook met Brooks & Dunn op de eerste jaarlijkse Neon Circus Tour, waar ook Toby Keith, Montgomery Gentry, Keith Urban en Cledus T. Judd aan meededen na de publicatie van zijn album, hoewel de tweede tot en met de vijfde singles allemaal faalden in de charts. Op het album stonden covers van Rodney Crowell's single What Kind of Love uit 1990, Billy 'Crash' Craddock's single "Rub It In" uit 1974 en T. Graham Brown's single Memphis Women and Chicken uit 1999. Gary Allan nam ook het nummer See If I Care op op zijn album met dezelfde naam en Honey Do werd oorspronkelijk opgenomen door Keith Harling op zijn album Bring It On uit 1999. Eind jaren 2000 begon Walker op te treden in Branson (Missouri).

## Discografie

### Singles
- 2001:	Honey Do
- 2001: What Kind of Love
- 2001: Stones in the Road
- 2002:	Who's Your Daddy
- 2002: If There's a Chance to Say I Love You

### Albums
- 2000: Mike Walker

### Muziekvideo's
- 2001:	Honey Do